# Cabajchum
Il Cabajchum è un fiume del Guatemala che scorre nel territorio di San Miguel Ixtahuacán, nel Dipartimento di San Marcos.
È lungo 20 km, e prende il nome di Txalá dopo la confluenza con il Salitre. Scorre da ovest a est e confluisce nel Cuilco presso la masseria Carizo.